# Cano-Rema (Ort)
Cano-Rema (Canurema, Kanurema) ist eine osttimoresische Siedlung im Suco Maubisse (Verwaltungsamt Maubisse, Gemeinde Ainaro). Sie befindet sich im Zentrum der Aldeia Cano-Rema, auf einer Meereshöhe von 1573 m. Südlich fließt der Colihuno, ein Nebenfluss des Carauluns. Südwestlich liegt der Ort Ria-Mori und nordöstlich die Orte Tartehi und Hato-Luli.